# 428 ～被封鎖的澀谷～
《428 ～被封鎖的澀谷～》是一款由CHUNSOFT開發，並由世嘉公司販售的Wii平台有聲小說遊戲。是「SEGA×CHUN Project」合作的作品之一。Spike在2009年9月發行了PlayStation 3及PlayStation Portable版本，改善了操作介面，並支援PlayStation 3的高清画面。
Spike Chunsoft於2017年3月3日發佈新聞稿，作為428十週年活動，將在2018年春季發佈PS4和Windows版（Steam平台販售），國際版名稱為《428: Shibuya Scramble》。后延期至2018年9月6日发售。

## 遊戲系統
本作屬於視覺小説，游戲劇情以小説文字形式展現在熒幕上，同時背景展示由真人出演拍攝的照片。玩家在閲讀時會遇到選擇分支，玩家需要在選項中選擇其一讓故事繼續推進。本作的游戲系統與同公司的前作《街 ～命運的交會點～》類似。
本作以澀谷作為背景舞台，游戲共有7位可操控主要角色，所有角色的故事為同時并行發生。玩家在其中一個角色的故事中做出的選擇會影響到其他角色的故事。例如游戲開場時，主人公加納刑警在澀谷路口緊盯站在忠犬八公像前交付贖金的大澤瞳，於此同時另一位主人公亞智在出門清理街頭垃圾時注意到瞳。亞智可以選擇是否接近她，如果選擇接近，則亞智會被加納逮捕，他的劇情會進入坏結局；加納的劇情也會因爲錯誤逮捕亞智而進入坏結局。玩家的目標是找到角色之間相互影響的關係，並調整每個角色的選擇避免坏結局，令劇情順利推進。游戲自帶時間表將所有角色的劇情按時間順序并排列出。
游戲的劇情從4月28日上午10點至晚上20點爲止，按整點劃分爲9個時間段。玩家在當前時間段内必須將所有角色的劇情推進至“TO BE CONTINUED”才能解鎖下一個時間段的故事。在閲讀中途，游戲的部分文字會顯示爲藍色的超鏈接形式，選擇並點開藍色的超鏈接會顯示提示；部分文字顯示為紅色的超鏈接，選擇點開紅色的超鏈接允許玩家從一個角色的劇情跳轉至另一個角色的劇情。部分角色的劇情會在中途顯示“KEEP OUT”字樣拒絕玩家繼續推進，“KEEP OUT”需要玩家從其他角色的劇情透過紅色鏈接跳轉才能解除。
本作遊戲本篇“澀谷篇”的總監督由石井二郎擔任，劇本由北島行德編寫，日本懸疑劇本作家長井知佳參與本篇的編修工作。追加劇本（Bonus Scene）由我孫子武丸撰寫的“鈴音篇”與TYPE-MOON負責製作的“迦南篇”構成，兩章短篇劇本為“澀谷篇”過關後的獎品劇本。其中迦南篇以動畫式CG圖片而非真人劇照表現，且有本篇所沒有的聲優配音。

## 劇情
本作設定于日本東京都澀谷區，發生於4月28日，從上午10時一直延續至晚上20時。在游戲開場的前一天，大學生大澤瑪莉亞于一場宴會上遭到不明人綁架，同樣參加宴會的她的異卵雙胞胎妹妹大澤瞳，以及她們的英語課外教聯係了警方。綁匪後來聯係大澤家，要求準備五千萬日元贖金，並讓大澤瞳在第二天上午10時準時出現在JR澀谷站前廣場的忠犬八公像前交付贖金。隸屬於該案特別行動組的刑警加納慎也與十餘位便衣警察嚴陣以待，並最終發現一位外國人接走了行李包。加納慎也立刻帶隊追趕拿走行李包的外國人，留下他憧憬的前輩建野京三保護大澤瞳。
於此同時，住在附近遠藤電器店、幼年喪母、與父親二人相依為命的遠藤亞智，像往常一樣在上午10點出門清理路邊垃圾。亞智是當地組織KOK的創始人，後來離開KOK，留下KOK内部陷入分裂，逐漸成爲不良團夥。亞智發現了交走贖金之後的大澤瞳，同時發現有一位拄著拐杖的黑衣人正在用手槍瞄準大澤瞳，遂直接將她拉走，四處逃離追殺。瞳告訴亞智在交付贖金的時候外國人告訴她要坐上他們準備的一輛藍色麵包車中，亞智同意幫助到底。
在這段時間內，瑪莉亞與瞳的父親大澤賢治待在房間裡焦躁不安，正在為自己是否應該跳槽去美國的一家病毒研究機構懊惱。此時他收到了一封郵件，內容顯示有人沒有經過他的同意，擅自將自己研發的對抗致死率100%的「UA病毒」的抗病毒藥用於臨床實驗。大澤完全醉心於他的病毒研究，忽略了家庭，導致家庭關係不和睦。
在澀谷的另一端，自由作家御法川實接到他的同行朋友、天堂出版社的社長頭山照雄的電話。頭山聲稱他打算自殺，御法川緊急趕到天堂出版社阻止了自殺，並得知天堂出版社的出版物《八卦之王》發生出版事故，導致頭山債台高築，且下一期的《八卦之王》需要在晚上8點前截稿但是依然有12頁空白。御法川同意幫忙並叫上了重度社恐的磯千晶協助。根據企劃書御法川前往亞智家開的遠藤電器店，得知澀谷的商家為了對抗日漸增多的不良團伙盜竊問題，自主加裝了大量監控攝像頭，並交由亞智的父親遠藤大介管理。在臨走時，遠藤告訴御法川他租給迷天使劇團的乾冰機存在缺陷，希望他代為傳達。
在澀谷路口的另一側，一位失憶的女孩被柳下純一招攬，穿上貓咪服裝發放新型減肥飲品「燃脂神锤」的樣品。女孩自稱小玉，她看到路邊的雜貨店內擺放的一個吊墜，潛意識中覺得自己必須買下它，為了籌措資金而同意柳下純一的招攬。柳下純一計畫將100圓店內就能買到的燃脂神锤以15000日圓的價格賣出，甚至計畫召開發佈會，還邀請《八卦之王》進行採訪。
隨著時間的推移，加納發現一群外國人不停交接行李包，最後在逮捕其中一人的過程中與來自美國大使館的CIA探員傑克·史丹尼匯合。亞智發現無論他帶著瞳如何逃竄總是能被拐杖男追上。大澤得知非法進行人體實驗的人就是他的上司牧野卓，但是卻無法指責他。大澤在六天前曾經接獲未知來電得知他的女兒大澤瞳被人有意注射UA病毒，為了在12小時的潛伏期內拯救自己的女兒，他也把抗病毒藥注射給了瞳。大澤的上司威脅他拒絕美國的邀請，他只得照做。他還得知自己的助手田中護背叛了自己，與綁匪結夥。他的妻子與他的關係也不好，大澤陷入孤立無援的狀態。御法川在完成了對遠藤電器店的採訪之後，前往磯千晶處指導她克服恐懼進行街頭採訪，之後又前往燃脂神锤發佈會現場取材。在發佈會現場，燃脂神锤騙局被觀眾揭穿，憤怒的觀眾將會場砸爛。事後，小玉的工作完成，她脫下貓咪服裝，揭露自己就是被綁架的大澤瑪莉亞。
時間進入下午，加納和史丹尼一同調查，找到了外國人的據點，卻發現外國人已經全部被一個名為「迦南」的神秘人所殺。亞智和瞳被拐杖男追到走投無路時被迦南出手相救——迦南是瑪莉亞在中東相識的好友。在下午3時30分，亞智和瞳終於發現藍色麵包車，但是在接近的時候麵包車突然爆炸。瞳被當場炸暈，被迦南及時撲救。史丹尼告訴加納，案件背後的主謀是一位名為「阿尔珐尔德」的軍火商。阿尔珐尔德盯上了UA病毒和解藥，意圖偷走所有解藥（包括大澤瞳血液中的抗體），製造不對稱優勢為自己牟利。消息被御法川偷聽到。為了逼迫大澤再次從實驗室拿出解藥，阿尔珐尔德給瑪莉亞注射了UA病毒。從實驗室拿出解藥需要大澤賢治和田中護二人同時認證，然而田中護不光背叛了大澤轉而與阿尔珐尔德結盟，還被阿尔珐尔德背叛、捆進麵包車被當場炸死。這讓大澤陷入絕望。拐杖男則把瑪莉亞當作人質，與警方交涉要求警方交出大澤瞳。
隨著案件推進，警方查明阿尔珐尔德意圖在澀谷散播UA病毒。加納獨自前往天台與拐杖男對峙，發現拐杖男就是自己憧憬的、原定應當保護大澤瞳的建野京三。從建野的自白中，加納得知建野、遠藤大介和遠藤琴音曾經是青梅竹馬。琴音和大介結婚之後生下了遠藤亞智和遠藤鈴音。建野在一次追捕犯罪份子的時候與琴音相見，在公園中歹徒突然挾持了琴音，建野舉槍威懾，歹徒卻突然動刀刺死了琴音。內心被罪惡感吞沒的建野發誓要保護好亞智和鈴音。然而，遠藤鈴音自幼患有擴張性心肌病而住進了醫院，她的血型又是孟買血型遲遲等不到合適的心臟供者。走投無路的遠藤大介在一次看望之後被幕後黑手接觸，得知大澤瞳就是孟買血型。大介聯繫到建野希望建野可以殺害大澤瞳挽救鈴音，在面對自己兒子帶著大澤瞳四處逃竄的情況下借助自己架設的監控攝像頭給建野指路，不斷追殺大澤瞳。遠藤大介參與了綁架案件，其目標原本應該是大澤瞳，然而大澤瑪莉亞事先接獲了「迦南的朋友」的警告，決定代替妹妹被綁架。大澤瑪莉亞被綁架之後被鎖在了遠藤電器店的倉庫中，但是倉庫被KOK入室盜竊，門鎖被撬開，讓瑪莉亞得以獨自逃脫。瑪莉亞此時恢復了記憶，趁著迦南攻擊建野的空檔掙脫束縛，趕往電器店；得知自己妹妹突然病危的亞智前往醫院看望鈴音，在病房外同樣得知了自己父親的計謀，趕往電器店；加納和迦南同樣趕往電器店。
在電器店，眾人得到了自稱阿尔珐尔德的警告，要求大澤瞳必須在晚上7時準時出現在JR澀谷站前廣場的忠犬八公像前，交換田中護留下的開門密碼。亞智隨即自告奮勇前往KOK總部請求增援。剛好御法川正在現場採訪完KOK新任首領，在他的協調下，KOK同意了前首領亞智的請求。眾人兵分兩路行動，加納和亞智以及KOK前往澀谷路口進行交易；迦南和建野帶著已經進入昏迷的瑪莉亞前往製藥公司。大澤賢治剛好也決定振作起來，獨自趕往製藥公司拯救女兒。史丹尼調查電器店儲藏室的時候發現迦南的長相與瑪莉亞遺留的照片中不一致，立刻意識到他們眼前的迦南是假貨，其真身正是阿尔珐尔德。史丹尼遂緊急趕往製藥公司。
在澀谷路口，自稱「阿尔珐尔德」的外國人現身，正是大澤姐妹的英語課外教。KOK瞬間包圍了外教，加納從他口中逼問出了密碼，傳達給了製藥公司一側的眾人。在製藥公司，史丹尼通知了建野迦南的真身，迦南試圖跟入實驗室時被建野攔住，二人持槍對峙。在控制住外教後，史丹尼告知亞智阿尔珐尔德安置了炸彈，亞智發現炸彈就是外教攜帶的手提箱。眼見澀谷已經無法疏散，亞智只得捨身抱緊炸彈箱以盡可能減少C-4炸藥的衝擊波。此時，迷天使劇團帶著失控的乾冰機駛過澀谷路口。加納攔下劇團的麵包車，在及時趕到的御法川的協調下，拿到了乾冰機。加納把手提箱丟進乾冰機，使引爆裝置在低溫下失靈，成功解除了炸彈威脅。
得知了田中護一側的開門密碼後，大澤賢治順利打開實驗室大門，給瑪莉亞注射了抗病毒藥，救下了瑪莉亞。瑪莉亞甦醒後一眼指認出所謂的「迦南」是假貨，且正是告訴她綁架情報的「迦南的朋友」。瑪莉亞意識到阿尔珐尔德敢大搖大擺自稱「迦南」，意味著真正的迦南很可能已經被她殺害，悲恨交加。事蹟完全敗露後，阿尔珐尔德只得投降，被史丹尼的上司帶走。然而，史丹尼的上司也是阿尔珐尔德的同謀，他釋放了阿尔珐尔德，把她帶往機場。阿尔珐尔德在下午3時30分從爆炸案中撲救大澤瞳的過程中已經採集到血液，達成了她的目標。取決於玩家在面對阿尔珐尔德時選擇以怨報怨還是以德報怨，遊戲分為普通結局和真結局。在普通結局中，瑪莉亞怒不可遏朝阿尔珐尔德開槍，引發現場混亂。阿尔珐尔德趁亂向瑪莉亞開槍，被父親大澤賢治捨身擋槍，生死未卜。在真結局中，瑪莉亞放棄為迦南報仇，隨後接到真正的迦南打來的電話。得知迦南還活著的瑪莉亞喜極而泣。在機場，阿尔珐尔德見到了真正的迦南，二人持槍對峙，遊戲在双方的两聲槍響中拉下帷幕。

### 附加章節
遊戲有四個附加章節。在“鈴音篇”中，遠藤鈴音與一位名為風間拓也的男孩相會。拓也患有威爾森氏症，需要接受肝移植手術。巧合的是，拓也和鈴音一樣也是孟買血型。鈴音希望自己死後將肝臟捐給拓也，但是拓也率先陷入昏迷。拓也全力請求醫生用一切手段讓他撐過4月28日，屆時他將年滿15歲，得以將自己指定為器官捐獻者。拓也最終在15歲生日過後數日離世，他的心臟被捐獻給了鈴音，鈴音恢復了健康。鈴音相信拓也以這種方式永遠陪伴在她的身旁，決定努力活下去。

## 出場人物
428本篇角色皆由藝人和模特兒擔任演出。
最初只有亞智篇和加納篇的劇本可選，隨著故事進行會增加御法川篇、大泽篇、小玉篇、建野篇、杰克篇。

### 主要人物
遠藤亞智（演：中村悠斗）
過著每日拾垃圾的日子的年轻人。雖然看起來很強，但也有好好地考慮環境保護問題，是一位正義感強的好好青年。在澀谷有點名氣。
打架方式都是「現學現賣」，擅長用拳。頭腦不是太好，因為經常性搞錯諺語而被別人吐槽。屬於靠直覺行動的類型。
加納慎也（演：天野浩成）
澀谷中央署的新人刑事。參與綁票事件的搜查。雖然很有正義感，但由於還是新人所以給人的感覺不可靠。十分衝動，容易跟著別人的步調行動，可看出精神的未成熟。
在高中時有學習欖球來鍛煉身體。
十分憧憬刑事前輩—建野京三，經常提出"刑警心得"裡的句子，內裡大多是建野前輩的話語。
大澤賢治（演：小山卓治）
大企業「大越製薬」的研究所長、病毒研究的第一張交椅。
非常沉默，對人與人之間的關係不感興趣，就是所謂的「工作狂」。只對自己的研究有興趣，平淡地道過生活，也因此和家人關係不好。
對藝術方面完全沒興趣，但卻是上木彩矢的超級FANS。
目前已完成UA病毒（ウーア・ウイルス）的抗病毒劑，正在作臨床試驗。
御法川實（演：北上史歐）
原新聞記者，現在則是一個自由作家。
性格有點目中無人，對自己的記事有著絕對信心的熱血男，永遠會用自己的方法把被採訪者的話語引導出來。
可是，只要身邊有困難的人就無法置之不理，對欺騙、圈套之類（例如某社長、某店長）的事無法容忍的正義之人。
有著用手指指人的奇怪習慣。
小玉（演：隅本裕美）
姓名、年紀不明的少女。在某雜貨店有十分想買的物品，因缺乏金錢而在柳下誘眷下在其下打工。
由於身上的貓貓裝無法脫下，所以一直以貓貓裝來行動。
雖然自稱是「弱質女流」，不過好像會點武術（經分析，有可能是合氣道）。
關心他人但容易浮躁。從為臨時打工盡心盡力，看得出是個努力家。
瞳（演：近野成美）
全名大澤 瞳。19歲，大學生。因姐姐瑪莉亞被綁架而前去交贖金。
在被持槍男子槍擊的時候被亞智所救。並為了逃離男子的追殺而與亞智一起在澀谷街道上逃跑。
但實際上，追著他們兩人的人並不只有持槍男子，還有一班不明來歷的外國人。
樣貌標致，性格稳静。但有時會出現為達到目的會做出毫無道理、頑固的一面。
上木彩矢（演：上木彩矢）
本作的主歌曲演唱者，同時也有在劇中演出。在劇中也是一名著名歌手，也有專屬的歌迷會。

### 亞智篇
謎之少女（演：Tiggy Williams）
故事中的重要人物，被謎包圍的少女。自稱「CANAAN」。
真实身份是故事的大反派阿尔珐尔德。
拐杖之男（演：工藤俊作）
從故事一開始就不斷狙擊瞳的性命的謎之男子。由於步行不便而用拐杖。
不知為何，無論瞳逃到哪處，也能馬上追上。
与加纳篇提到的建野京三为同一人。
遠藤大介（演：森田順平）
亞智的父親。生意惨淡的电器店店主。
遠藤鈴音（演：小林涼子）
亞智的妹妹。有心臟病，但因血型是孟買血型而未能做移植手術。
遠藤琴音（演：稲田えつこ）
亞智與鈴音已過身的母親。
西澤進（演：谷口大介）
KOK第二代首領。
桐生洋司（演：加加美正史）
KOK第二把交椅。

### 加納篇
傑克·史丹尼（演：Jack Woodyard）
来自美国中情局的特工，目的是逮捕阿尔珐尔德。
久瀬宏二（演：諏訪太朗）
笹山裕二（演：瀨戶口剛）
加納的同僚，人稱「Cosplay」刑警。
工藤留美（演：茂呂真紀子）
加納的女朋友，已有結婚的打算，不過由於父親的關係遲遲未有訂案。
在這天與父親一起在等於加納的來臨。
工藤靜夫（演：秋元羊介）
留美之父，退休前也是警察。曾經過於忽略了兩母女而导致妻子死亡，所以十分討厭做警察的加納，要求其想結婚就要辭職。
塔利克·卡拉旺（演：フェリ）
外國人犯罪組織的成員，這次事件中的道具。
建野京三（演：工藤俊作）
加納的前輩，很受加纳的敬仰和崇拜。本来受命保护大泽瞳，但却与警方失联。

### 大澤篇
田中護（演：高橋大祐）
大越制药病毒研究所工作人员，賢治的助手。
梶原義男（演：川屋雪隠）
搜查本部的成員，十分關注賢治的一舉一動。
經常在口袋中取出香蕉，也會做出奇怪的舉動。
大澤愛（演：万里里）
賢治的妻子。瑪莉亞與瞳的後母，比起瑪莉亞的安危更關心錢。
因父親想留著賢治而和賢治結婚。
牧野卓（演：大槻修治）
製藥公司的领导，賢治的上司。
大澤瑪莉亞（演：近野成美）
大澤瞳的異卵雙胞胎姐姐，绑票案的被害人。

### 御法川篇
頭山照雄（演：塾一久）
天堂出版社的社長。故事一開始就因欠債而打算自殺，被御法川阻止後就一直逃避債主。
頭山花（演：椹爽）
頭山的女兒。
磯千晶（演：右手愛美）
森田美久（演：風香）
君塚八郎（演：田中要次）
計程車司機。故事裡御法川一直乘坐的也是他的車。自稱工作男人的好夥伴，無論客人多趕時間也會送到目的地。
片山光一郎（演：Yuruki）
超日本印刷股份有限公司營業部第一課。在負責天堂出版社的收稿工作。极度遵守時間，口頭蟬「這是社會的常識」。
冷靜沉著、不輕易動搖，正好是御法川說服人時的剋星

### 小玉篇
柳下純一（演：茄子）
頂著爆炸頭的男人，大日本健康會社的社長。
大杉知里子（演：原裕香）
和小玉一同兼職的肥胖女性。

### 路人
利蘭德·帕瑪（演：布莱克·克劳福德）
綠山大學的英語講師，教大泽姐妹英语的外教。
小津朝雄（演：川本裕之）
天龍組的混混。寶山金融其下的討債者。和瀨川以兄弟相稱。
瀨川湯太郎（演：馬場恒之）
天龍組的混混。頭山及柳下的討債者。和小津以兄弟相稱。
柿沼涼子（演：落合恭子）
就讀绿山学园大学法学部的二年级学生。拿著厚厚的六法全書在路上走著。平時在車站前的咖啡店《羅德列克》打工。
安田大成（演：千千和龍策）
35岁。於數日前才剛剛在澀谷宇田川町開了家雜貨店。
米田真紀（演：杉村祐有子）
在19岁时，偶然进入这家店“道玄庵”，被咖喱冷面的味道深深吸引。当天就提出希望在这里工作的请求。22岁时与这家店的年轻老板结婚，二人一直掌管着这家店。直到去年，一起生活了30年的丈夫去世。代代相传的咖喱冷面的配方如今由她一人守护着。
大宮育美（演：石井琴里）
Co-Labo咖啡店的服务生。
一眼看上去是可爱保守的感觉，实际性格却很刚强，一旦发怒可是很可怕的。
晚上在“叱责吧”店里工作。这种店提供一种让客人在单间房里接受女孩喋喋不休的叱责的服务。一位中年工薪阶层的客人评价大宫育美说：“她生气的样子实在是太漂亮了”
竹井雅惠（演：小川真由）
《忌火起飯店》的打工店員。
大門拓（演：上田靖比呂）
22歲的自由職業者。
北島行德（北島 行徳（きたじま ゆきのり））　演：北島行德
雖然正業是在商店街監視攝像室當管理員，但是也有向小說家‧遊戲劇本作家方面發展。
福間正道（演：鳥居峰明）
布偶裝從業員。
（演：濱村花梨、服部ほのか）

### Bonus Scene 1
鈴音（配音：小林涼子）
拓也（配音：須賀健太）
佐伯（配音：大塚明夫）
（配音：上野結菜）

### Bonus Scene 2
迦南（配音：澤城美雪）
薩達卡（配音：坂本真綾）
薩岩（配音：大塚明夫）

### 劇團·迷天使篇
以下為小說版的迷天使篇的登場人物。
天野健太
25歲。見習演出助手。
伴堂新一
小道具的管理員。
阿望卓彌
通稱阿莫。

## 名詞
KOK
KOK是“帅气的我们今天也去澀谷”的略称（原句日文为一句俳句）。命名人为亚智。原本只是些志同道合的伙伴聚在一起，但就在接受别人挑衅以牙还牙的过程中渐渐成为了被别人称为“Team”的存在。
原本是作为自警队而聚集起商店街的年青人的善意团队。与被称为“混子”的盗窃犯罪团伙是完全不同的。但最近却开始在公共设施上乱涂乱画，扒窃恐吓等，俨然成为了澀谷最大的不良团伙。
BML
Big Monster Land的简称。澀谷排名第二的团体组织。领头人猪狩宗平召集了一批怪物般的男性，试图镇压澀谷。虽然统率力不如KOK，但每个成员的战斗力却都要强上许多。听说最近KOK成员中支持武斗的人逐渐增多，其中一个原因就是BML的崛起。
野金大楼
如今是7层的杂居大楼，但在10年前却被称为“幻之13楼”，作为都市传说在地区居民中广为流传。
勞特累克
大学生柿沼凉子就在这家咖啡店做服务生。这家店是由19世纪有名的法国画家Henri de Toulouse-Lautrec（劳特雷克）的名字命名的。画家劳特雷克多为宣传画和书籍作画封面和插图，这些画都得到了世人很高的评价。（附图，劳特 雷克(1864－1901)自幼身有残疾，因而发育不全。在巴黎学画期间，结识贝尔纳、梵高，深受德加绘画题材和技巧的影响。和同时代许多画家一样，他十分喜爱浮世绘版画。他的不少作品题材，取自周围的生活，描绘资产阶级沙龙、咖啡店、夜总会、妓院的生活场面。他善于用精练的笔触，用鲜明的大块色彩对比组织画面，刻画人物性格。）
天堂出版社
同时发行两本属于两个极端的出版物，分别是硬派纪实文学杂志和丑闻八卦杂志(八掛之王)。出版社社长头山亲自执笔完成的《无敌的记者》曾得到日本纪实文学大赏的提名。
八卦之王
以挖掘艺人和政治家的黑暗面为主要内容的杂志。大部分的文章都属信口开河，但因为有百分之一左右的几率抢先刊登令人意想不到的特讯，所以值得经常关注。
緑山学院大学
绿山学院高校附属大学。因为有人气女演员“长滨雅美”和甲子园优胜投手“面纸王子”的入学而备受关注。学校的口号是文武双全再加“美”的“文美武三全”，被选为该校校花的女生，有很高几率进入演艺圈。
迷天使
大洗真之介带领的剧团
UA病毒
大越製薬
大泽贤治所在的制药公司。是国内外都有着牢固的销售网，年销售额达到一兆日元的大企业。有着多种世界需要的药品的专利权，在厚生劳动省和政治界都有着很大影响力。公司有7000名社员，其中研究人员有600人。
燃脂神锤
试用品的瓶子里，装有用10倍的水稀释过的“燃脂神锤”。可即使这样还是很烈，空腹时饮用会闹肚子，喝多的话甚至可能直接休克。
社長定價為1萬5千円，但實際上100円也能買到。

## 製作人員
- 製片：中村光一
- 總監督：石井二郎
- 劇本：北島行德（日语：北島行徳）
- 音樂：佐藤直紀、坂本英城、保本真吾
- Bonus Scene 1负责：我孫子武丸
- Bonus Scene 2制作：TYPE-MOON
  - 劇本：奈須蘑菇
  - 原始人物設計：武内崇
  - 音響監督：納谷六朗

## 主題曲
- 上木彩矢《即使那样，世界也不会改变》

作詞：上木彩矢、作曲：大野愛果、編曲：葉山武（Strings arrange：池田大介）

## 評價
| 汇总媒体   | 得分   |
| ---------- | ------ |
| Metacritic | 85/100 |

| 媒体                    | 得分   |
| ----------------------- | ------ |
| Destructoid             | 8.5/10 |
| GamesMaster             | 88%    |
| GameSpot                | 8/10   |
| IGN                     | 8/10   |
| 英国PlayStation官方杂志 | 8/10   |
| Fami通                  | 40/40  |
| Gameblog                | 9/10   |
| Hardcore Gamer          | [ 11 ] |
| PlayStation LifeStyle   | 10/10  |
| RPGFan                  | 87%    |
| RPG Site                | 10/10  |
| Vandal                  | 8.5/10 |

本作的Wii版本在日本发售首周就位列第八畅销游戏，共售出3万4千余份。年底总销量统计达到了53315份。在日本，本作在所有平台上的零售销量为181276份，其中2012年在Wii、PS3和PSP平台上共售出179269份2018年在PS4平台上售出 2007份。据Steam Spy报道, PC版在Steam平台上的销量已达20000份。
本作在日本游戏媒体评论中收获了一致好评《Fami通》杂志给了它 40/40 的满分，使其成为自1986年该杂志创刊以来第九款获得满分的游戏，也是唯一一部获得满分的视觉小说游戏。本作还获得了2008年该杂志的最佳剧情奖。在2008年的「日本遊戲大賞」中，本作凭借其与电视剧相当的全新写实主义设计，收获了"フューチャー"奖项。在2017年，Fami通读者所票选出的史上最佳的冒险类游戏中，本作排名第二位，仅次于《命运石之门》。
本作在西方游戏媒体中同样也广受好评。 《Destructoid》称其为真人版电子游戏概念的“最有说服力的论据”。《The Verge》称其为“你在 PS4 上读过的最佳犯罪小说”。 《RPG Site》称其为年度最佳游戏之一，称赞其富有创意的平行叙事，并表示这是“有史以来最具创造力的体验之一”，“无与伦比”。《GameSpot》称赞其“出色的剧本和人物塑造，充满了戏剧性、情感和幽默”，以及多个角色的视角以及玩家的选择如何“产生深远的影响”。《IGN》也称赞其“出色的剧本和人物塑造”，以及选择如何导致不可预测的结果，称其为一部伟大的视觉小说。《PlayStation LifeStyle》称其为“毫无疑问的最佳视觉小说”，并称赞其“人物发展、丰富而有意义的故事、幽默、动作、浪漫”、“出色”的对话，以及大量不同的结局”。
《Hardcore Gamer》称本作“是Spike Chunsoft标志性作品，因为它开创了后来在《极限脱出》和《弹丸论破》等游戏的许多深受玩家喜爱的功能”，但同时又“与这两款游戏有着截然不同的个性”。 《Gameblog》称本作讲述了一个“引人入胜”的故事，“巧妙地运用了多重坏结局系统”，并“向玩家介绍了一群让玩家越来越喜欢的角色”，“游戏结束后，你会因为再也见不到他们而感到难过”。 《GamesMaster》称本作“从头到尾都是一段狂野的旅程，拥有令人难忘的角色和引人入胜的情节”。《RPGFan》称其“非线性、基于小插图的叙事与声音小说格式完美契合”，称赞了剧本，并表示“即使是最坚定的视觉小说怀疑论者也能从中获得很多乐趣”。

## 電視動畫
由P.A. Works動畫公司根據遊戲改編的電視動畫《CANAAN》在2009年7月開始播放。動畫以遊戲中TYPE-MOON負責的“迦南篇”爲基礎，描寫了遊戲結局兩年後的的故事。動畫的背景舞台為和遊戲中的日本澀谷不同的中國上海。

## 相關商品

### CD
- 428 ～被封鎖的澀谷～ 原聲帶（2009年2月4日、LACA-9142、Lantis）

### 書籍
- 428 ～被封鎖的澀谷～ 攻略導引書（2009年1月29日、enterbrain）ISBN 978-4-7577-4690-9

### 小說
負責劇本的北島行德所寫的小説版，於講談社的講談社BOX中發售、共4卷。由イシイジロウ全面協力，把脚本家—桑原裕子的原案，遊戲中未能收錄的「劇團·迷天使編」加在書中。插畫N村。
1. 10:00-13:00 （2009年9月1日發售）ISBN 978-4-06-283720-0
2. 13:00-15:00 （2009年10月1日發售）ISBN 978-4-06-283726-2
3. 15:00-17:00 （2009年11月4日發售）ISBN 978-4-06-283729-3
4. 17:00-20:00 （2009年12月1日發售）ISBN 978-4-06-283732-3

## 外部連結
- （日語）Wii版官方網頁
- （日語）PS3/PSP版官方網頁（页面存档备份，存于）
- （日語）Wii官方網頁內的介紹（页面存档备份，存于）
- （日語）ストーリーを教えてもらうスレ暫定Wiki - 428 ～封鎖された渋谷で～（页面存档备份，存于）
- （日語）428～封鎖された渋谷で～用語集
- （日語）街×エア×金八×428×CANAAN　キャラクター辞典